# Плюеща кобра
Плюеща кобра е генеративното наименование на няколко вида кобри, които могат да плюят отрова през зъбите си, когато се отбраняват. Отровата им не може да проникне през кожата, освен ако няма открити рани, но за сметка на това моментално поразява окото и, ако не бъде третирано мястото, може да доведе до трайна слепота.
Въпреки наименованието си тези змии всъщност не плюят отровата си. Тя се отделя под формата на капчици с характерна геометрична форма, чрез свиване на мускулатурата на жлезите, които съдържат отровата. Под натиска, оказан от контракцията на точно определени мускули, отровата се отделя от върха на зъбите. В дадени случаи някои видове кобри могат да изстрелят отровата си на разстояние от почти два метра. Въпреки че в по-голямата част от случаите отровата се отделя чрез изхвърлянето на отровата под натиска на челюстната мускулатура, възможно е отравянето да стане и чрез ухапване. Отровата на повечето кобри е с лесно разпознаваеми хемотоксични (отравящи кръвта) ефекти, но на няколко вида отровата има и невротоксични (отравящи нервната система) прояви.

## Видове
Африкански:
- Naja ashei
- Naja katiensis
- Naja mossambica
- Naja nigricollis
- Naja nigricincta
- Naja nubiae
- Naja pallida – Червена плюеща кобра

Азиатски:
- Naja philippinensis
- Naja samarensis
- Naja siamensis
- Naja sputatrix
- Naja sumatrana